# Estádio David Caldeira
O Estádio David Caldeira ou Caldeirão como é conhecido, localiza-se no município de Candeias, no estado da Bahia e possui capacidade para 4.000 pessoas.

## História
O Caldeirão foi inaugurado em meados dos anos 80 na gestão do então prefeito de Candeias David da Silva Caldeira, a quem foi homenageado com o nome do estádio. A inauguração que teve a presença da Seleção de Candeias e também do Esporte Clube Bahia.[carece de fontes?]
O ultimo clube a ter o mando de campo no Caldeirão foi o Palmeiras Nordeste (atual Feirense FC) em 2004, na disputa do Campeonato Baiano de Futebol.

## Localização e acessos
O estádio fica localizado na avenida David Caldeira, no bairro de Sarandy, em Candeias.
O principal acesso ao estádio é pela pela BA-522, sentido Av. Tiradentes. O segundo acesso é pela Av. David Caldeira e o acesso alternativo é pela Rua Tomé de Souza.
A entrada de veículos e delegações é feita pela Tv. Sarandi, que dá acesso aos vestiários e a área de imprensa. [carece de fontes?]

## Jogos
Os dois últimos jogos oficiais disputados no Caldeirão foram:
| Data       | Horário | Partida                                    | Público         | Competição             | Local                  |
| ---------- | ------- | ------------------------------------------ | --------------- | ---------------------- | ---------------------- |
| 18/01/2004 | 15h     | Palmeiras Nordeste 1x0 Juazeiro SC         | (Não divulgado) | Campeonato Baiano 2004 | Estádio David Caldeira |
| 15/02/2004 | 15h     | Palmeiras Nordeste 0x2 Fluminense de Feira | (Não divulgado) | Campeonato Baiano 2004 | Estádio David Caldeira |

## Reconstrução
Em 10 de agosto de 2017, foi aberto um processo pela de licitatório pela Sudesb (Superintendência dos Desportos do Estado da Bahia) para a reconstrução do estádio, que mais de uma década estava abandonado.
Em 13 de novembro do mesmo ano, o governador da Bahia Rui Costa juntamente com o prefeito Dr. Pitágoras, assinam o contrato entre o Governo do Estado da Bahia e a Prefeitura Municipal de Candeias que autoriza a licitação para o início das obras de reconstrução do Caldeirão. A obra está incluída no convênio firmado entre 61 municípios e o governo para garantir investimentos em infraestrutura urbana, agricultura familiar e saúde.
Inicialmente, o custo de investimento das obras de reconstrução do Caldeirão é de R$ 2,3 milhões, e envolve a parte interior e exterior do estádio e a urbanização das áreas de acesso ao redor do Caldeirão.